# The Spanish Princess
The Spanish Princess là một series phim truyền hình lịch sử lãng mạn Anh-Mỹ được phát triển bởi Emma Frost và Matthew Graham. Dựa trên tiểu thuyết The Constant Princess và The King's Curse, đây là phần tiếp nối của 2 mini series The White Queen và The White Princess. Nội dung xoay quanh cuộc đời của Catalina - (Charlotte Hope), Vương nữ của Tây Ban Nha sau trở thành Vương hậu Anh với tư cách là người vợ đầu của vua Henry VIII (Ruairi O'Connor).
Series ra mắt vào ngày 5 tháng 5 năm 2019, ban đầu có 8 tập. Vào ngày 3 tháng 6 năm 2019, Starz bổ sung 8 tập ra mắt vào năm 2020 và kết thúc câu chuyện.

## Lời mở đầu
Nàng Infanta trẻ Catalina xứ Aragón, con gái của 2 vị quân chủ Tây Ban Nha Isabel và Ferrando đặt chân đến Anh để gặp người chồng tương lai Arthur, Thân vương xứ Wales, người thừa kế của vua Henry VII của Anh, người cô đã được hứa hôn từ nhỏ. Cô và đoàn người, bao gồm tỳ nữ Lina, một người theo đạo Hồi, đấu tranh để thích nghi với phong tục nước Anh. Catherine ngạc nhiên khi biết em trai của Arthur, Harry, công tước xứ York là người viết cho cô tất cả bức thư lãng mạn. Khi Arthur chết đột ngột, định mệnh của cô là đem lại hòa bình giữa Anh và Tây Ban Nha không còn nữa, cho đến khi cô để ý đến Vương tử Harry.

## Nhân vật chính
- Alicia Borrachero vai Nữ vương Isabel I của Castilla
- Laura Carmichael vai Margaret "Maggie" Pole
- Daniel Cerqueira vai De Fuensalida, đại sứ Tây Ban Nha ở Anh
- Aaron Cobham vai Oviedo, một người lính của Catherine
- Elliot Cowan vai vua Henry VII của Anh
- Philip Cumbus vai Thomas Wolsey
- Alba Galocha vai Nữ vương Juana I của Castilla
- Georgie Henley vai Margaret "Meg" Tudor
- Charlotte Hope vai Catalina xứ Aragón, sau đó trở thành Vương hậu Catherine của Anh
- Angus Imrie vai Arthur, Thân vương xứ Wales
- Stephanie Levi-John vai Lina de Cardonnes, tỳ nữ của Catherine
- Alan McKenna vai Sir Richard Pole
- Alexandra Moen vai Elizabeth xứ York
- Ruairi O'Connor vai Harry, Công tước xứ York and, sau đó, Vua Henry VIII của Anh
- Nadia Parkes vai Rosa de Vargas, một tỳ nữ của Catherine
- Richard Pepper as Thomas Boleyn, Earl of Wiltshire
- Jordan Renzo vai Charles "Charlie" Brandon
- Olly Rix vai Edward Stafford
- Harriet Walter vai Margaret Beaufort

## Nhân vật định kỳ
- Mamadou Doumbia vai John Blanke
- Patrick Gibson vai Richard xứ York
- Isla Merrick-Lawless vai Vương nữ Mary
- Morgan Jones vai Edmund Dudley
- Nick Barber vai Edmund de la Pole
- Mimi De Winton vai Ursula Pole
- Arthur Bateman vai Reggie Pole
- Matt Carr vai Henry Pole
- Philip McGinley vai George Neville

## Khách mời
- Kenneth Cranham vai Bishop John Morton
- Luka Perros vai Christopher Columbus
- Norman Bowman vai William Dunbar
- Philip Andrew vai Philipp I của Castilla
- Luke Mullins vai William Compton

## Sản xuất

### Ý tưởng
Ngày 15 tháng 3 năm 2018, Starz thông báo đã chuẩn bị cho việc sản xuất. Emma Frost và Matthew Graham là người dẫn chương trình ngoài việc điều hành sản xuất cùng Colin Callender, Scott Huff, Charlie Pattinson, và Charlie Hampton. Các công ty sản xuất liên quan đến bộ phim dự kiến gồm All3 Media’s New Pictures and Playground.
Ngày 17 tháng 5 năm 2018, 2 tập đầu của bộ phim sẽ do Birgitte Stærmose chỉ đạo, và các tập tiếp theo cũng sẽ do phụ nữ làm đạo diễn.
Ngày 3 tháng 6 năm 2019, thông báo rằng series sẽ quay trở lại với 8 tập nữa được phát sóng vào năm 2020, diễn viên chính là Charlotte Hope và Ruairi O'Connor vai Catherine và Henry cùng một số diễn viên khác.

### Dàn diễn viên
Theo thông báo chỉ đạo, Charlotte Hope,Stephanie Levy-John,Angus Imrie,Harriet Walter,Laura Carmichael,Ruairi O'Connor,Georgie Henley,Elliot Cowan,Alexandra Moens,Phillip Cumbus,Nadia Parker,Aaron Cobham,Alan McKenna,Richard Pepper,Olly Rix,Jorden Renzo,Daniel Cerquiera và Alicia Borrachero đã được chọn diễn trong loạt phim.

### Quay phim
Việc quay phim chính cho series bắt đầu vào ngày 15 tháng 5 năm 2018 tại nhà thờ Wells, Somerest.
Quay phim cho phần 2 bắt đầu vào ngày 26 tháng 9 năm 2019.

## Phát hành
Ngày 20 tháng 12 năm 2018, "bộ ảnh đầu tiên" của series được phát hành. Ngày 25 tháng 1 năm 2019, phát hành teaser trailer cho series.
Ngày 7 tháng 3 năm 2019, dự kiến series ra mắt vào ngày 5 tháng 5 năm 2019.